# 37 mm armata przeciwpancerna M3
Armata przeciwpancerna 37 mm M3 – amerykańska armata przeciwpancerna kalibru 37 mm z okresu II wojny światowej.
Pierwsza armata przeciwpancerna US Army. W 1940 roku została standardową armatą przeciwpancerną amerykańskiej piechoty. Jej rozmiary pozwalały na holowanie przez samochód terenowy Willys Jeep. Wzrost grubości pancerzy niemieckich czołgów spowodował, że od 1943 roku w jednostkach walczących w Europie działo to było zastępowane brytyjską armatą 6-funtową. Na Pacyfiku, gdzie pancerze japońskich czołgów były znacznie cieńsze, armata służyła aż do zakończenia wojny w 1945 roku.
Tak jak wiele lekkich armat przeciwpancernych, M3 była używana także jako działo piechoty, strzelające pociskami odłamkowymi i kartaczami. W wariantach czołgowych montowano ją w M2 Light Tank, M3 Lee, M5 Stuart i M6 Heavy Tank oraz samochodzie pancernym M8 Greyhound, a także na różnego typu konstrukcjach samobieżnych.

## Historia
W połowie lat 30. XX wieku w US Army istniały kompanie i pułki przeciwpancerne, uzbrojone w wielkokalibrowe, półcalowe karabiny maszynowe. Pomimo że istniał pomysł zastąpienia ich działami przeciwpancernymi, sytuacja zmieniła się dopiero po wybuchu wojny domowej w Hiszpanii. Doświadczenia bojowe z Hiszpanii wskazywały, że lekkie działa przeciwpancerne, takie jak niemiecki 3,7 cm PaK 36, pozwalają na zneutralizowanie zagrożenia płynącego z rozwoju broni pancernej.
W styczniu 1937 roku Służba Uzbrojenia US Army zaleciła rozwój tego typu broni. Do testów zakupiono dwa działa PaK 36. Prace nad nową bronią nadzorowała piechota, przyszły główny użytkownik armaty, oczekująca lekkiego działa, które mogłaby poruszać sama obsługa. Nie widzieli konieczności używania kalibru większego niż w działach niemieckich, miało więc otrzymać taki sam kaliber jak popularne wtedy działa przeciwpancerne: Bofors 37 mm, czechosłowacka 3.7 cm kanon PÚV vz. 34 czy japońska Typ 94.
Rozwój i testowanie kontynuowano po 1938 roku. Kilka wariantów działa i łoża zaproponowano do 15 grudnia, a połączenie działa T10 i lawety T5 otrzymało oficjalną desygnatę „37mm Gun M3 on Carriage M4”. Mimo że broń wzorowano na niemieckiej PaK 36 i często jest uznawana za jej kopię, armata M3 różniła się znacząco konstrukcją i używała innej amunicji.
Armaty produkowano w Watervliet Arsenal a lawety w Rock Island Arsenal. Pierwsze działa tego typu były gotowe na początku 1940 roku, a produkcję kontynuowano do 1943 roku.
| Rok                    | 1940 | 1941 | 1942   | 1943 | Łącznie |
| ---------------------- | ---- | ---- | ------ | ---- | ------- |
| liczba wyprodukowanych | 340  | 2252 | 11 812 | 4298 | 18 702  |

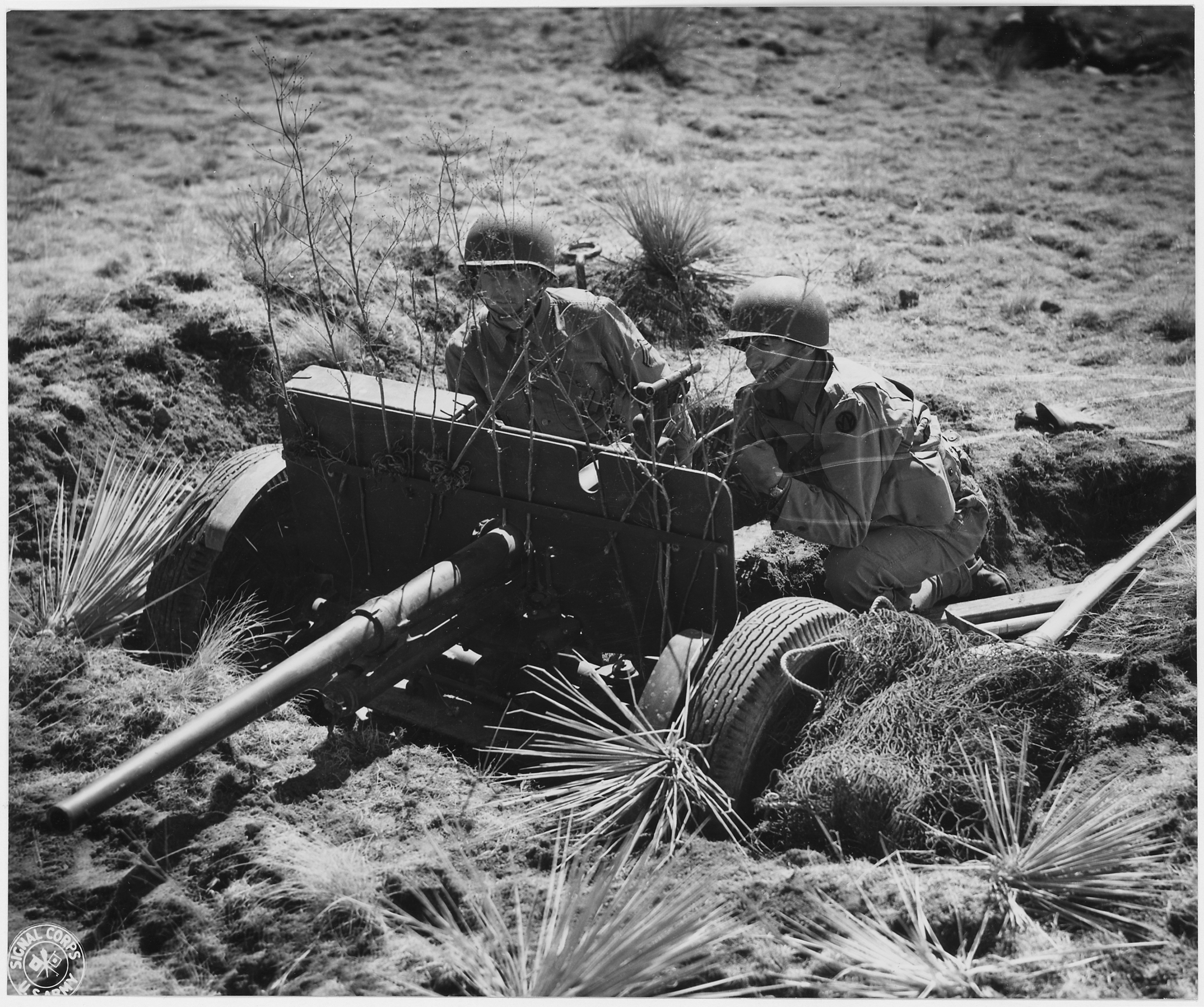
Działo w Camp Carson, Kolorado, 1943

W trakcie produkcji wprowadzono kilka modyfikacji. Zmodyfikowano osłonę działa, zwiększono także kąt ostrzału w poziomie (zmodyfikowana laweta miała oznaczenie M4A1, standaryzowano ją 29 stycznia 1942 roku). Sztab próbował zmodernizować wszystkie lawety M4 do modelu M4A1, jednakże procesu tego nie ukończono. Kolejną zmianą było dodanie na lufie gwintu, służącego do montażu nowego hamulca wylotowego (lufa M3A1, wprowadzona 5 marca 1942).
Planowano zwiększyć przebijalność pocisku poprzez zamontowanie stożkowej nasadki na lufę (np. brytyjskiej Littlejohn adaptor), która miałaby zwiększyć prędkość początkową pocisku. Rozwiązanie to testowano, ale nie weszło do użycia. Również eksperymenty z wyrzutniami rakietowymi na łożu typu M4 nie dały żadnych praktycznych rozwiązań.

## Konstrukcja
Lufa monolityczna, kuta, z gwintem o dwunastu bruzdach, gwint prawoskrętny o skoku 925 mm. Zamek klinowy, o pionowym ruchu klina. Lufę wyposażono w oporopowrotnik hydrauliczno-sprężynowy.
Laweta z dwoma ogonami, na kołach wyposażonych w opony.
Celownik teleskopowy M6, mechanizm podniesieniowy, oraz kierunkowy umieszczone po lewej stronie armaty. W razie potrzeby możliwe było odłączenie mechanizmu kierunkowego i szybka zmiana położenia lufy w poziomie bez jego użycia.

## Organizacja

### US Army
Według organizacji z kwietnia 1942 roku każdy batalion piechoty powinien posiadać pluton przeciwpancerny z czterema działami 37 mm (holowanymi przez Jeepy), a każdy pułk – pluton z dwunastoma działami (holowanymi przez 3/4-tonowe ciężarówki). Każdy z czterech dywizyjnych dywizjonów artylerii posiadał sześć dział przeciwpancernych, frontowy batalion inżynieryjny dziewięć (holowanych przez M2 Half Track), na dodatek sztab dywizji miał cztery działa, a kompania naprawcza dwa.
Pomimo że wczesna organizacja zawierała dywizyjny batalion przeciwpancerny (dwie kompanie dział 37 mm i jedna kompania dział 75 mm, w grudniu 1941 roku bataliony ppanc wycofano ze struktur dywizji i zreorganizowano w bataliony niszczycieli czołgów.

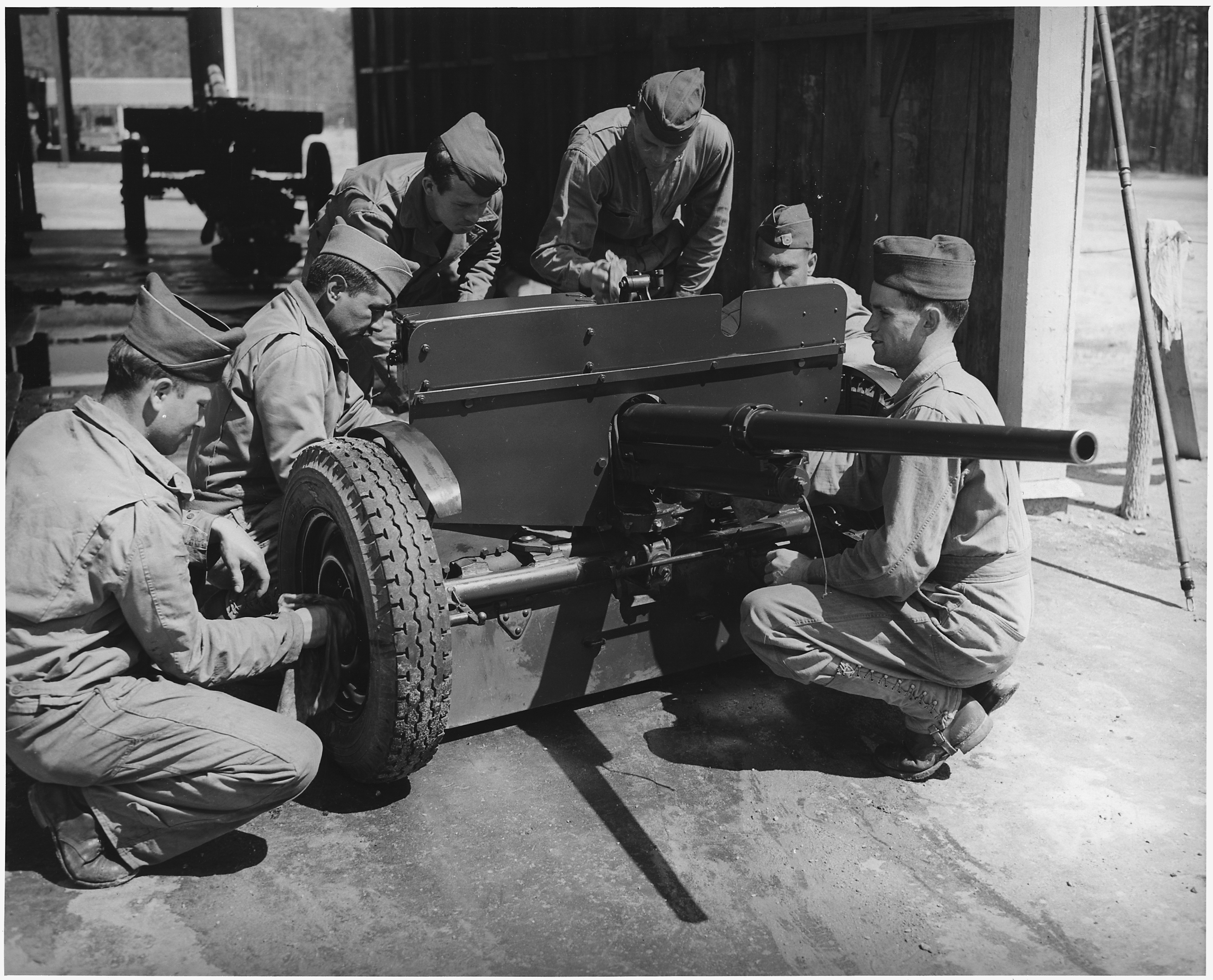
Trening obsługi działa

W 1942 roku sformowano pierwszą amerykańską dywizję powietrznodesantową. Zgodnie z jej strukturą organizacyjną powinna mieć 44 działa przeciwpancerne M3: cztery w artylerii dywizyjnej, 24 w batalionie przeciwlotniczo-przeciwpancernym i osiem w dwóch pułkach oddziałów szybowcowych. Oddziały spadochronowe nie miały żadnych dział ppanc. W praktyce dywizje powietrznodesantowe często miały tylko jeden pułk szybowcowy, dlatego posiadały 36 dział M3. Armaty przeciwpancerne 37 mm znajdowały się także w pułkach jedynej sformowanej w USA dywizji górskiej – 10 Dywizji.
Ostatecznie amerykańska dywizja pancerna przed reorganizacją w marcu 1942 posiadała 68 dział tego typu – 37 w pułku piechoty (cztery w każdej kompanii i jedna w sztabie pułku), 27 w batalionie inżynieryjnym, trzy w kolumnie dywizyjnej i jedną w sztabie dywizji.

### Piechota Morska

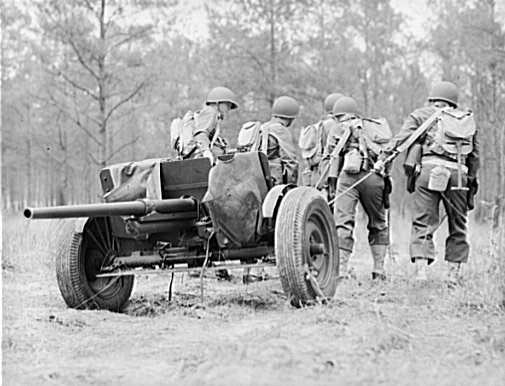
Fort Benning, 1942

Przed reorganizacją z 1 czerwca 1942 roku funkcję broni przeciwpancernej w oddziałach piechoty morskiej Stanów Zjednoczonych pełniły działka automatyczne kalibru 20 mm w pułkowej kompanii ogniowej (trójplutonowej) i w batalionowej kompanii ogniowej (jednoplutonowej). W praktyce jednostki używały działa z I wojny światowej Canon d'Infanterie de 37 modèle 1916 TRP do treningu. Zostały uzbrojone w armaty przeciwpancerne M3 przed wysłaniem na front. Dodatkowo dywizyjny batalion specjalny był uzbrojony w samobieżne M6 Fargo.
Po reorganizacji z 15 kwietnia 1943 roku działa samobieżne w dywizyjnym batalionie specjalnym zastąpiono 18 holowanymi działami 37 mm w trzech bateriach po sześć dział. Kompania ogniowa pułku piechoty otrzymała 12 dział w trzech plutonach po cztery armaty. Działa przeciwpancerne usunięto ze szczebla batalionu. Podsumowując, dywizja piechoty morskiej posiadała 54 armaty tego typu.
Reorganizacja z dnia 5 maja 1944 roku przyniosła kolejne zmiany. Usunięto dywizyjny batalion specjalny, pozostawiając w dywizji 36 dział 37 mm. Kolejne reorganizacje przyniosły następujące zmiany: pułkowe kompanie ogniowe zredukowano do dwóch plutonów, zostawiając 24 działa tego typu w dywizji.

### Pozostali użytkownicy
Największym odbiorcą dział M3 w ramach programu Lend-Lease Act były Chiny (1669 dział). Z pozostałych krajów: Chile (198), Francja (130), Wielka Brytania (78), Związek Radziecki (63), Salwador (9), Kolumbia (4), Boliwia (4), Kuba (1), oraz inne kraje (100). Niektóre kraje używały ich aż do lat 70.

## Służba bojowa

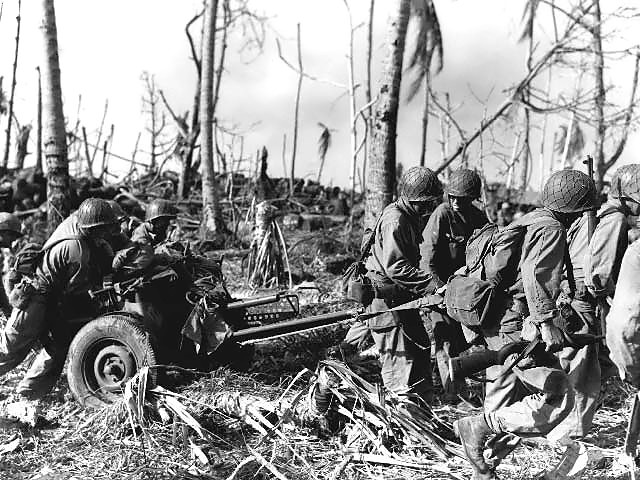
Żołnierze 7 Dywizji US Army przemieszczają działo na linii frontu podczas bitwy o Wyspy Marshalla

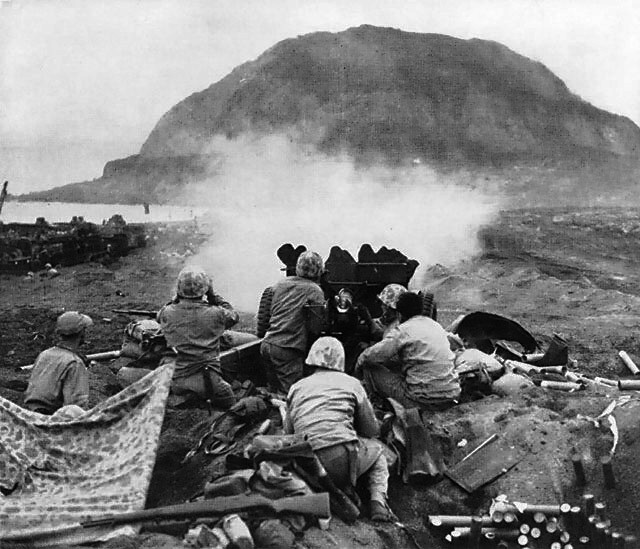
Działo M3 ostrzeliwuje japońskie pozycje na górze Suribachi podczas Bitwy o Iwo Jimę

Pierwsze użycie bojowe dział M3 miało miejsce w kampanii filipińskiej. Dowiodły swojej wartości podczas walk o Guadalcanal, gdzie z sukcesem zwalczały japońskie czołgi i piechotę. Były szczególnie efektywne przeciw słabo opancerzonym, rzadko operującym w dużych grupach czołgom japońskim. Lekkość działa pozwalała na łatwe przemieszczanie go w trudnym terenie. Na przykład podczas ataku japońskich czołgów na Betio w ramach walk o Wyspy Gilberta amerykańscy marines byli w stanie przeciągnąć działa przez wysoki na pięć stóp (1,5 m) wał nadmorski. Amunicji burzącej (HE) i kartaczy używano do zatrzymywania zmasowanych ataków japońskiej piechoty. Działa M3 były średnio efektywne przeciw fortyfikacjom przeciwnika ze względu na zbyt mały ładunek pocisku burzącego. Ogólna efektywność i łatwość używania spowodowała, że piechota morska i niektóre oddziały armii stosowały te działa aż do końca wojny na Pacyfiku. Część jednostek marines, niezadowolona z małej powierzchni osłony, powiększała ją samodzielnie. Te przeróbki miały często falistą krawędź górną dla poprawy kamuflażu. Standardowy zestaw był testowany w 1945, ale nie doczekał się wdrożenia.
Doświadczenia z użycia dział M3 w kampanii afrykańskiej były zupełnie inne. Działo nie miało wystarczającej siły ognia do zwalczania późnych wersji niemieckich czołgów PzKpfw III i PzKpfw IV. Po amerykańskiej porażce na przełęczy Kasserine w lutym 1943 roku raporty jednostek używających dział 37 mm mówiły o pociskach „odbijających się jak szklane kulki” od wież i pancerzy czołowych niemieckich czołgów oraz uznały działo za „bezużyteczne, chyba że obsługa wytrzyma nerwowo i będzie strzelać ze 100 jardów (91 m)”. Dowództwo początkowo nie było pewne, czy winić należy przestarzałą konstrukcję dział M3, czy kiepską taktykę i brak doświadczenia załóg. Jednak już 26 maja 1943 roku reorganizacja zakładała zastąpienie dział M3 brytyjskimi armatami 6-funtowymi produkowanymi w USA, ciągniętymi przez ciężarówki Dodge 1/2 tony. Dopiero wiosną 1944 roku brytyjskie działa 6-funtowe pojawiły się na polach bitew w znacznej liczbie.
10 lipca alianci wylądowali na Sycylii, dając początek kampanii włoskiej. Tego dnia działa 37 mm zademonstrowały skuteczność przeciw czołgom starych modeli. Były w stanie odeprzeć ataki należących do Włochów Renault R-35, lecz gdy na polu bitwy pojawiły się niemieckie PzKpfw VI Tiger z Dywizji Hermann Göring, działa M3 nie były w stanie im się przeciwstawić. Front włoski miał niższy priorytet od frontu zachodniego i działa M3 wykorzystywano tam jeszcze pod koniec 1944 roku.
W połowie 1944 roku nawet wojska powietrznodesantowe, preferujące broń jak najlżejszą i najprostszą, zarzuciły używanie armat M3. Wcześniej, w 1943 roku, dowództwo sił powietrznodesantowych odrzuciło brytyjskie działa 6-funtowe, argumentując decyzję niemożnością ich transportowania drogą powietrzną i jeszcze w lutym 1944 roku w tabeli sprzętu i organizacji dywizji powietrznodesantowej figurowały działa 37 mm. Jednakże 82. i 101 Dywizja Powietrznodesantowa były uzbrojone podczas lądowania w Normandii w działa 6-funtowe z łożem Mk III zaprojektowanym do transportu w szybowcu Airspeed Horsa. Tę zmianę oficjalnie wprowadzono w grudniu 1944 roku.
Działa M3 wycofano ze służby w US Army wkrótce po zakończeniu wojny.

## Warianty
- Wersje testowe:
  - T3 – pierwszy prototyp[1]
  - T7 – prototyp z półautomatycznym zamkiem klinowym o poziomym ruchu klina zamkowego[2]
  - T8 – prototyp z zamkiem śrubowo-mimośrodowym firmy Nordenfelt[2]
  - T10 – standaryzowane z armatą M3 z 1938[1][2]
- Warianty seryjne:
  - M3 – wersja holowana, zamek nieautomatyczny
    - M3A1 (1942) – wersja z lufą zakończoną hamulcem wylotowym, nigdy nie wprowadzona[1]

  - M5 (1939) – działo czołgowe z krótszą lufą[22]
  - M6 (1940) – wersja czołgowa z lufą normalnej długości i półautomatycznym zamkiem[22]
- Wersje lawety:
  - T1, T1E1 – prototypy[1]
  - T5 standaryzowana do M4 – pierwsza zaadaptowana wersja[1]
  - M4A1 (1942) – laweta z ulepszonym mechanizmem kierunkowym[1]
  - w 1942 roku dowództwo sił spadochronowych poprosiło o wersję przystosowaną do transportu powietrznego. Prototyp był testowany, ale w 1943 projekt został zarzucony jako niepotrzebny[1]

5 Armia podczas kampanii włoskiej wyposażała działa eksperymentalnie w 15 rakiet lotniczych kalibru 114 mm w pięciu rzędach po trzy, montując je ponad tarczą działa.

## Wersje samobieżne

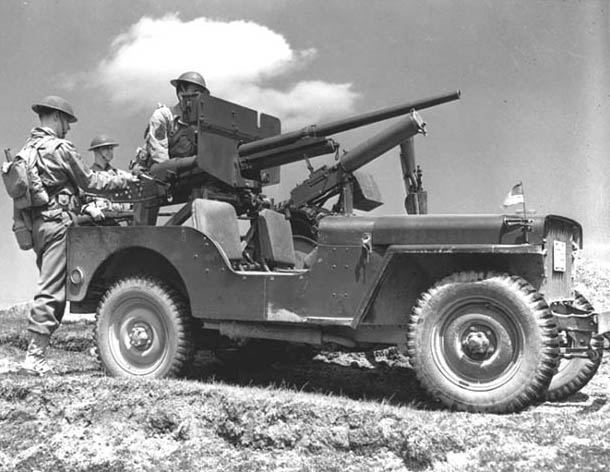
Żołnierze amerykańscy na manewrach w 1942. Jeep Willys z zamontowanym działem M3

Dwa warianty dział czołgowych bazowały na dziale M3. Pierwsze zaprojektowane jako M3A1 zostało standaryzowane jako M5 13 października 1939 roku. Było krótsze o 129 milimetrów (5,1 cala) od pierwowzoru, co miało na celu uniknięcie uszkodzeń podczas działania w terenie zadrzewionym. Później powstał wariant z zamkiem półautomatycznym (otwierającym się automatycznie po strzale). Ten wariant początkowo oznaczony M5E1, został przyjęty jako M6 w listopadzie 1940 roku – posiadał lufę pełnej długości. Lufy M5 i M6 były montowane na identycznych łożach, ale zamiana M5 na M6 i odwrotnie powodowała nieprawidłowe wyważenie armaty, przez co takie zamiany były zabronione.
Te warianty były montowane w następujących modelach czołgów i dział samobieżnych:
- M2 Light Tank
- M3/M5 Stuart
- M22 Locust
- M3 Lee
- M6 Heavy Tank
- LVT(A)-1 „amtank”
- 37mm Gun Motor Carriage T22
- Armored Car T13
- T17 Armored Car oraz w brytyjskiej wersji Staghound.
- T18 Boarhound
- Armored Car T19
- T27 Armored Car
- M38 Armored Car
- Humber Armoured Car

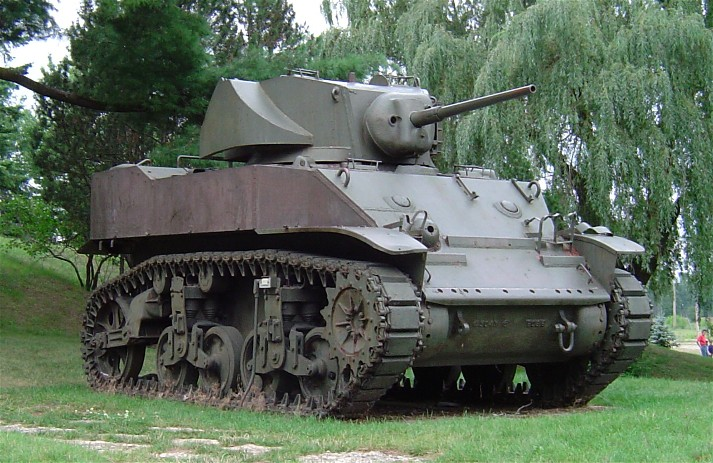
Czołgi Stuart posiadały działo M3

Działo było również użyte w czołgu M2 Medium Tank (lufa T3). oraz w 37mm Gun Motor Carriage T42.
Dodatkowo działo było montowane w różnych pojazdach. Tylko M6 Fargo był spośród nich masowo produkowany;
- 37mm Gun Motor Carriage T2[26]
- 37mm Gun Motor Carriage T8 (Ford 4x4 „Swamp Buggy”)[27]
- 37mm Gun Motor Carriage T13, T14 (Willys 6x6 „Super Jeep”)[28]
- 37mm Gun Motor Carriage T21 / M4 / M6 (Fargo 3/4 ton 4x4 truck)[29]
- 37mm Gun Motor Carriage T33 (Ford 3/4 ton 4x4 cargo carrier)[30]
- M3A1E3 Scout Car[31]

Działo było też czasem montowane na M2 Half Track, na M29 Weasel oraz na Willys Jeepie.
W kilku wypadkach działa te były montowane także na kutrach typu PT dla zwiększenia ich siły ognia. Jedną z takich jednostek był PT-109, którym dowodził John F. Kennedy. Armaty pozbawione kół były instalowane na desce przymocowanej bezpośrednio do pokładu.

## Amunicja
Armata M3 używała różnej amunicji. Dostępne były pociski przeciwpancerne, odłamkowo-burzące, oraz kartacze.
| Typ                                                     | Model                                              | Masa, kg (całkowita/pocisku) | Materiał wybuchowy | Prędkość pocisku, m/s (M3&M6/M5) |
| ------------------------------------------------------- | -------------------------------------------------- | ---------------------------- | ------------------ | -------------------------------- |
| Przeciwpancerny, pełnokalibrowy                         | AP M74 Shot                                        | 1,51 / 0,87                  | –                  | 884 / 870                        |
| Przeciwpancerny, pełnokalibrowy z czepcem balistyccznym | APC M51 Shot                                       | 1,58 / 0,87                  | –                  | 884 / 870                        |
| Odłamkowo-burzący                                       | HE M63 Shell                                       | 1,42 / 0,73                  | TNT, 39 g          | 792 / 782                        |
| Odłamkowo-burzący                                       | HE Mk II Shell                                     | 1,23 / 0,56                  |                    |                                  |
| Kartacz                                                 | Canister M2                                        | 1,58 / 0,88                  | 122 metalowe kulki | 762 / 752                        |
| Ćwiczebny smugowy                                       | TP M51 Shot                                        | 1,54 / 0,87                  | –                  |                                  |
| Szkolny                                                 | Drill Cartridge M13                                | 1,45 / 0,87                  | –                  | –                                |
| Szkolny                                                 | Drill Cartridge T5                                 | 1,45 / 0,73                  | –                  | –                                |
| Ślepy                                                   | Nabój ślepy myśliwskiego kalibru 10 z adapterem M2 | 0,93 / –                     | –                  | –                                |

| Typ amunicji \ Dystans w metrach               | 457 | 914 | 1371 | 1828 |
| ---------------------------------------------- | --- | --- | ---- | ---- |
| AP M74 (kąt uderzenia 0°)                      | 36  |     |      |      |
| AP M74 (kąt uderzenia 20°)                     |     | 25  |      |      |
| APC M51 (kąt uderzenia 0°)                     | 61  |     |      |      |
| APC M51 (kąt uderzenia 20°)                    |     | 53  |      |      |
| APC M51 (kąt uderzenia 30°, pancerz jednolity) | 53  | 46  | 40   | 35   |
| APC M51 (kąt uderzenia 30°, pancerz hartowany) | 46  | 40  | 38   | 33   |